# Torben Poulsen
Torben Poulsen (født 26. februar 1946 i Hjørring)  er en dansk forfatter og journalist. Han har bl.a. udgivet Smilja-trilogien: Smil, Smilja (1996), Krigens skygger (1997) og Smiljas hævn (1998) og ungdomsromanen Allahs Riddere i 2004 på forlaget Moskito.

## Eksterne kilder og henvisninger
- Biografi skrevet af forfatteren selv: Litteratursiden.dk